# Morten P. Meldal
Morten Peter Meldal (Dinamarca, 16 de gener de 1954), és un químic danès la investigació del qual sobre la síntesi de pèptids i altres compostos orgànics ha contribuït al desenvolupament de la química del clic, en la qual s'utilitzen reaccions simples, ràpides i d'alt rendiment per fer biomolècules funcionals. Per aquest treball fou guardonat amb el Premi Nobel de Química de 2022, que compartí amb els químics estatunidencs K. Barry Sharpless i Carolyn R. Bertozzi.

## Vida
Meldal estudià enginyeria química a la Universitat Tècnica de Dinamarca i es graduà el 1981. Es doctorà el 1983 a l'Institut de Química Orgànica de la mateixa universitat. Entre 1985 i 1986 fou investigador postdoctoral al MRC Laboratory of Molecular Biology de la Universitat de Cambridge on estudià síntesi de pèptids i a l'Institut H. C. Ørsted de la Universitat de Copenhaguen (1986-1988). El 1996 aconseguí una plaça de professor a la Universitat Tècnica de Dinamarca i el 1998 una càtedra a la Universitat de Copenhaguen, on el 2011 es convertí en professor de nanoquímica al Nano-Science Center.

## Obra
Les primeres investigacions de Meldal se centraren en la síntesi de nous fàrmacs. Per fer-ho, creà col·leccions de molècules que es podrien examinar per a l'activitat contra dianes terapèutiques potencials. En el procés d'aquests estudis, Meldal observà que la cicloaddició de Huisgen entre una azida i un alquí, que es duu a terme a altes temperatures i produeix mescles de productes, podia ser catalitzada per ions coure(+1) formant un sol producte, sense deixar cap subproducte no desitjat i a temperatura ambient. La reacció és actualment coneguda com a CuAAC, acrònim de l'anglès Copper-Catalyzed Azide-Alkyne Cycloaddition, i té nombroses aplicacions, inclosa en la síntesi de nous compostos orgànics, en química medicinal i desenvolupament farmacèutic, i en química de superfícies i polímers. Aquesta reacció també fou descoberta de forma independent per K. Barry Sharpless.

Meldal també ha estat pioner en diverses tècniques i mètodes per millorar la síntesi de pèptids. En particular, les seves innovacions que impliquen resines basades en polietilenglicol (PEG) i cribratge basat en fluorescència han contribuït a avenços significatius en la tecnologia combinatòria de fase sòlida. També ha desenvolupat una nova tècnica de codificació òptica, coneguda com a codificació de matriu de micropartícules (MPM), en la qual s'empren resines basades en PEG per facilitar la identificació directa d'estructures a les biblioteques moleculars. La tècnica és especialment valuosa per a l'estudi de les relacions entre l'estructura del pèptid i la bioactivitat.